# Diocesi di Abomey
La diocesi di Abomey (in latino Dioecesis Abomeiensis) è una sede della Chiesa cattolica in Benin suffraganea dell'arcidiocesi di Cotonou. Nel 2022 contava 204.000 battezzati su 852.000 abitanti. È retta dal vescovo Eugène Cyrille Houndékon.

## Territorio
La diocesi comprende il dipartimento di Zou in Benin.
Sede vescovile è la città di Abomey, dove si trova la cattedrale dei Santi Pietro e Paolo.
Il territorio è suddiviso in 90 parrocchie.

## Storia
La diocesi di Abomey è stata eretta il 5 aprile 1963 con la bolla Christi iussum di papa Giovanni XXIII, ricavandone il territorio dall'arcidiocesi di Cotonou e dalla diocesi di Porto-Novo.
Il 10 giugno 1995 ha ceduto una porzione del suo territorio a vantaggio dell'erezione della diocesi di Dassa-Zoumé.

## Cronotassi dei vescovi
Si omettono i periodi di sede vacante non superiori ai 2 anni o non storicamente accertati.
- Lucien Monsi-Agboka † (5 aprile 1963 - 25 novembre 2002 ritirato)
- René-Marie Ehuzu, C.I.M. † (25 novembre 2002 - 3 gennaio 2007 nominato vescovo di Porto-Novo)
- Eugène Cyrille Houndékon, dal 20 dicembre 2007

## Statistiche
La diocesi nel 2022 su una popolazione di 852.000 persone contava 204.000 battezzati, corrispondenti al 23,9% del totale.
| anno | popolazione | popolazione | popolazione | presbiteri | presbiteri | presbiteri | presbiteri                | diaconi | religiosi | religiosi | parrocchie |
| anno | battezzati  | totale      | %           | numero     | secolari   | regolari   | battezzati per presbitero | diaconi | uomini    | donne     | parrocchie |
| ---- | ----------- | ----------- | ----------- | ---------- | ---------- | ---------- | ------------------------- | ------- | --------- | --------- | ---------- |
| 1969 | 100.000     | 600.000     | 16,7        | 31         | 28         | 3          | 3.225                     |         | 10        | 51        | 13         |
| 1980 | 150.000     | 528.000     | 28,4        | 28         | 20         | 8          | 5.357                     |         | 15        | 44        | 17         |
| 1990 | 201.091     | 705.697     | 28,5        | 39         | 32         | 7          | 5.156                     |         | 13        | 50        | 19         |
| 1998 | 182.515     | 578.000     | 31,6        | 25         | 21         | 4          | 7.300                     |         | 9         | 52        | 18         |
| 2001 | 225.000     | 600.000     | 37,5        | 48         | 45         | 3          | 4.687                     |         | 10        | 59        | 21         |
| 2003 | 146.864     | 474.922     | 30,9        | 49         | 47         | 2          | 2.997                     |         | 8         | 66        | 26         |
| 2004 | 88.364      | 599.954     | 14,7        | 59         | 55         | 4          | 1.497                     |         | 13        | 70        | 26         |
| 2005 | 92.703      | 608.033     | 15,2        | 71         | 62         | 9          | 1.305                     |         | 20        | 135       | 26         |
| 2006 | 99.175      | 625.000     | 15,9        | 73         | 64         | 9          | 1.358                     |         | 20        | 135       | 26         |
| 2010 | 139.045     | 685.000     | 20,3        | 73         | 68         | 5          | 1.904                     |         | 25        | 74        | 46         |
| 2011 | 143.500     | 707.000     | 20,3        | 76         | 72         | 4          | 1.888                     |         | 24        | 87        | 50         |
| 2012 | 148.200     | 730.000     | 20,3        | 81         | 76         | 5          | 1.829                     |         | 24        | 78        | 60         |
| 2015 | 173.055     | 797.000     | 21,7        | 107        | 100        | 7          | 1.617                     |         | 26        | 102       | 76         |
| 2018 | 182.395     | 781.187     | 23,3        | 133        | 123        | 10         | 1.371                     |         | 16        | 110       | 83         |
| 2020 | 192.580     | 804.630     | 23,9        | 136        | 126        | 10         | 1.416                     |         | 17        | 101       | 83         |
| 2022 | 204.000     | 852.000     | 23,9        | 155        | 143        | 12         | 1.316                     |         | 15        | 107       | 90         |